# Geoplano
Un geoplano es un instrumento manipulativo matemático, consistente en un tablero cuadrado (aunque puede ser también de cualquier forma) , generalmente de madera u otro material resistente. En la parte interna de este tablero se realiza una cuadrícula de la medida que necesite quien va a hacer uso de él, y en cada una de las esquinas de cada cuadrado se clavan o insertan clavos, tachuelas o el material que le sea proporcionado, de tal manera que estos sobresalgan de la superficie de la madera unos 2 cm. El tamaño del tablero es variable y está determinado por un número de cuadrículas; estas pueden variar desde 9 (3 por 3=9) hasta 121 (11 por 11=121). El trozo de madera utilizado no puede ser una plancha fina, ya que tiene que ser lo suficientemente grueso -2 cm. aproximadamente- como para poder insertar los clavos de modo que queden firmes y que no se ladeen. Sobre esta base se colocan gomas elásticas de colores que se sujetan en los clavos formando las figuras geométricas que se deseen.

## Utilidad[1]
El geoplano es un recurso didáctico para la introducción de gran parte de las figuras geométricas. El carácter manipulativo de este permite a los niños una mayor comprensión de toda una serie de términos abstractos, que muchas veces o no entienden o les  generan ideas erróneas en torno a ellos.
Consiste en un tablero cuadrado, generalmente de madera, el cual se ha cuadriculado y se ha introducido un clavo en cada vértice de tal manera que estos sobresalen de la superficie de la madera unos 2cm. El tamaño del tablero es variable y está determinado por un número de cuadrículas; estas pueden variar desde 25 (5 x 5) hasta 100 (10 x 10). Sobre la base se colocan gomas elásticas de colores que se sujetan en los clavos formando las figuras geométricas que se deseen.
Su nombre significa plano de geometría, ya que las cabezas de los clavos pertenecen a un mismo plano. El tamaño del geoplano es variable, según se utilice individualmente, en grupos o bien por el docente para toda la clase. Con el geoplano se pueden formar figuras geométricas utilizando gomas elásticas, establecer semejanzas y diferencias entre paralelismo y perpendicularidad y emplear un lenguaje gráfico-algebraico. Además, ofrece la oportunidad para que el alumno estudie y descubra la relación entre superficie-volumen, profundice y comprenda los conceptos de áreas y planos geométricos, y asocie contenidos de la geometría con el álgebra y el cálculo. Esta construcción cognitiva se produce de una forma creativa mediante actividades grupales, en las cuales se presentan preguntas dirigidas por el docente, con la finalidad de ayudar a los alumnos a construir sus respuestas, y al mismo tiempo lograr que el alumno formule sus propias interrogantes, permitiéndole así crear sus propias conjeturas acerca de algún concepto matemático, favoreciendo con ello la optimización de los procesos de aprendizaje significativo y el desarrollo de capacidades cognitivas complejas.